# Robot-sorozat
A Robot-sorozat Isaac Asimov 38 novellából és öt regényből álló tudományos-fantasztikus sorozata a pozitronikus robotokról. E regények alkotják az Elijah Baley-sorozatot: a rejtélyes történetek főszereplői a földi Elijah Baley detektív és ember formájú robot társa, R. Daneel Olivaw. A középpontban az Űrjárók — más bolygókról és a túlnépesedett Földről származó telepesek leszármazottai —  és a Föld közötti konfliktusok állnak.
Asimov később egyesítette a Robot-sorozatot az Alapítvány-sorozattal. R. Daneel Olivaw húszezer évvel később is feltűnik a Galaktikus Birodalom idején az eredeti Alapítvány trilógia elő- és utótörténeteiben. A Robot-sorozat utolsó kötetében azt is megtudjuk miként jöttek létre a világok, melyek a későbbi Birodalmat alkotják és hogyan vált a Föld radioaktívvá.

## A sorozat kötetei
- Én, a robot (I, Robot, 1950)
- Acélbarlangok (The Caves of Steel, 1953)
- A mezítelen nap (The Naked Sun, 1956)
- A Hajnal bolygó robotjai (The Robots of Dawn, 1983)
- Robotok és Birodalom (Robots and Empire, 1985)